# 你丫闭嘴！
《終極剋星》（法語發音：[tɛ twa]，「閉嘴」之意），一部2003年的法语喜剧电影，由法兰西斯·威柏执导、热拉尔·德帕迪约和让·雷诺主演。
影片讲述来自蒙塔日的头脑简单钢蛋（热拉尔·德帕迪约饰）将来自比度的冷酷杀手卢比（让·雷诺饰）视作知己，并热心帮助他。

## 劇情大綱
来自蒙塔日的钢蛋将一间外币兑换所当作银行抢劫，未果后向兑换所工作人员询问最近银行的位置。银行雇员报警后，钢蛋逃往一间电影院，在观看《冰河世纪》（而非继续逃亡）时被捕入狱。与此同时，黑帮老大沃杰勒的手下卢比因私藏从沃杰勒处偷得的赃物而被捕，而此举的动机是为被沃杰勒杀死的情人桑德拉复仇。卢比入狱后一言不发，导致警官对沃杰勒案的调查受阻。
口无遮拦的钢蛋在先后逼疯两个狱友后被关进卢比所在的牢房，一直对卢比说话，随后认为自己与卢比成为朋友，并设想出狱后与其合办小酒馆。但两人在卢比为越狱而自杀未遂后再度分开，钢蛋为此亦作出割腕举动，随后在监狱医务室中与卢比“重聚”。卢比以十万欧元买通护工以达到越狱目的，而钢蛋亦在其朋友（酗酒的吊车司机马蒂诺）的帮助下试图越狱。沃杰勒的保镖三次试图抓住卢比，而钢蛋和卢比在出逃后先后偷车，抢劫玩具店和骑师家，着女装逃亡，与两个社会青年互换衣服。钢蛋和卢比在试图再次偷车时被警察发现，卢比中弹受伤。
二人在一间废弃酒馆中过夜时遇到长相与桑德拉相似的偷渡者卡佳，卢比将其送往一间旅店。而钢蛋将沃杰勒的保镖引至酒馆，从而与卢比前往沃杰勒家。卢比举枪射击沃杰勒保镖后被沃杰勒击中腿部，沃杰勒在威胁杀死卢比时被钢蛋射杀，临死前仍开枪击中钢蛋。彼时警察已赶到沃杰勒家，未受致命伤的钢蛋随后在警察面前不打自招。

## 演员
- 热拉尔·德帕迪约 饰 钢蛋（Quentin）[註 2]
- 让·雷诺 饰 卢比（Ruby）
- 理查·贝里（英语：Richard Berry (actor)） 饰 维尔内（Vernet）[註 3]
- 安德烈·杜索里埃（英语：André Dussollier） 饰 心理医生[註 4]
- 让-皮埃尔·马洛（法语：Jean-Pierre Malo） 饰 沃杰勒（Vogel）
- 让-米歇尔·诺里（法语：Jean-Michel Noirey） 饰 朗贝尔（Lambert）
- 洛朗·加默隆（法语：Laurent Gamelon） 饰 莫里塞（Mauricet）
- 奥雷利安·雷克因（英语：Aurélien Recoing） 饰 洛克（Rocco）[註 5]
- 文森·莫斯卡托（英语：Vincent Moscato） 饰 拉菲（Raffi）
- 蒂基·奥尔加多（英语：Ticky Holgado） 饰 马蒂诺（Martineau）
- 米歇尔·欧蒙（英语：Michel Aumont） 饰 诺斯伯格（Nosberg）
- 莱昂·维埃拉（英语：Leonor Varela） 饰 卡佳（Katia）/桑德拉（Sandra）[註 6]
- 卢瓦·布拉班（法语：Loïc Brabant） 饰 尚比尔（Jambier）
- 阿诺·卡桑 饰 布尔昆（Bourgoin）
- 埃德加·日夫里（法语：Edgar Givry） 饰 瓦维内（Vavinet）
- 吉约姆·德·唐柯迪克（英语：Guillaume de Tonquédec） 饰 实习医生
- 阿德里安·圣若雷（法语：Adrien Saint-Joré） 饰 青年1
- 约翰·利伯欧（英语：Johan Libéreau） 饰 青年2
- 盖伊·德拉马奇 饰 朱利安骑师（Lefevre）
- 丽贝卡·波托克（法语：Rebecca Potok） 饰 骑师夫人（Mme Lefevre）
- 斯特凡·布歇（法语：Stéphane Boucher） 饰 狱卒（le gardien de prison）
- 吕多维克·贝尔蒂约（法语：Ludovic Berthillot） 饰 大块头犯人（Le gros Taulard）
- 蒂埃里·勒内 饰 安地列斯人约瑟夫（Joseph l'Antillais）

## 票房
以下为该片2003年上映后七周内的票房统计情况：
| 周次              | 单周票房 | 合计      |
| ----------------- | -------- | --------- |
| 10月22日-10月28日 | 738,467  | 738,467   |
| 10月29日-11月4日  | 900,106  | 1,638,573 |
| 11月5日-11月11日  | 492,020  | 2,130,593 |
| 11月12日-11月18日 | 326,370  | 2,456,963 |
| 11月19日-11月25日 | 239,658  | 2,696,621 |
| 11月26日-12月2日  | 163,262  | 2,859,883 |
| 12月3日-12月9日   | 79,227   | 2,939,110 |

## 迴響
本片的东北官话配音版在中国大陆网络上广为流传。